# Microdon bispina
Microdon bispina är en tvåvingeart som beskrevs av Hull 1943. Microdon bispina ingår i släktet myrblomflugor, och familjen blomflugor. Inga underarter finns listade i Catalogue of Life.